# McLaren M23
McLaren M23 – samochód Formuły 1 skonstruowany przez McLarena i używany w sezonach 1973, 1974, 1975, 1976, 1977 oraz 1978. Kierowcami bolidu byli Denny Hulme, Peter Revson, Jody Scheckter, Jacky Ickx, Emerson Fittipaldi, Mike Hailwood, Jochen Mass, Dave Charlton, James Hunt, Gilles Villeneuve, Bruno Giacomelli, Emilio de Villota, Brett Lunger, Nelson Piquet i Tony Trimmer.